# Église du Saint-Esprit de Kula
Pour les articles homonymes, voir Église du Saint-Esprit.
L'église du Saint-Esprit de Kula est une église catholique située à Kula, sur l'île de Maui, dans l'État américain d'Hawaï. Elle est inscrite au Registre national des lieux historiques.

## Historique et description
L'église du Saint-Esprit est conçue par le père James Beissel et construite par des paroissiens portugais des Açores et de Madère venus travailler dans des plantations de canne à sucre à Hawaï. La première messe y est célébrée en 1895. L'église est consacrée en 1899 par l'évêque Gulstan Ropert (en), le troisième vicaire apostolique des îles Sandwich,.
L'église du Saint-Esprit est inscrite au Registre des lieux historiques de Hawaï le 29 avril 1983,, puis au Registre national des lieux historiques le 18 août de la même année. Il s'agit probablement du seul édifice octogonal inscrit au Registre national des lieux historiques à Hawaï.
En 1991, l'église est fermée durant une année en raison de travaux de restauration. La paroisse du Saint-Esprit est toujours active aujourd'hui ; le Festival portugais du Saint-Esprit y est célébré chaque année à la Pentecôte,.

## Images

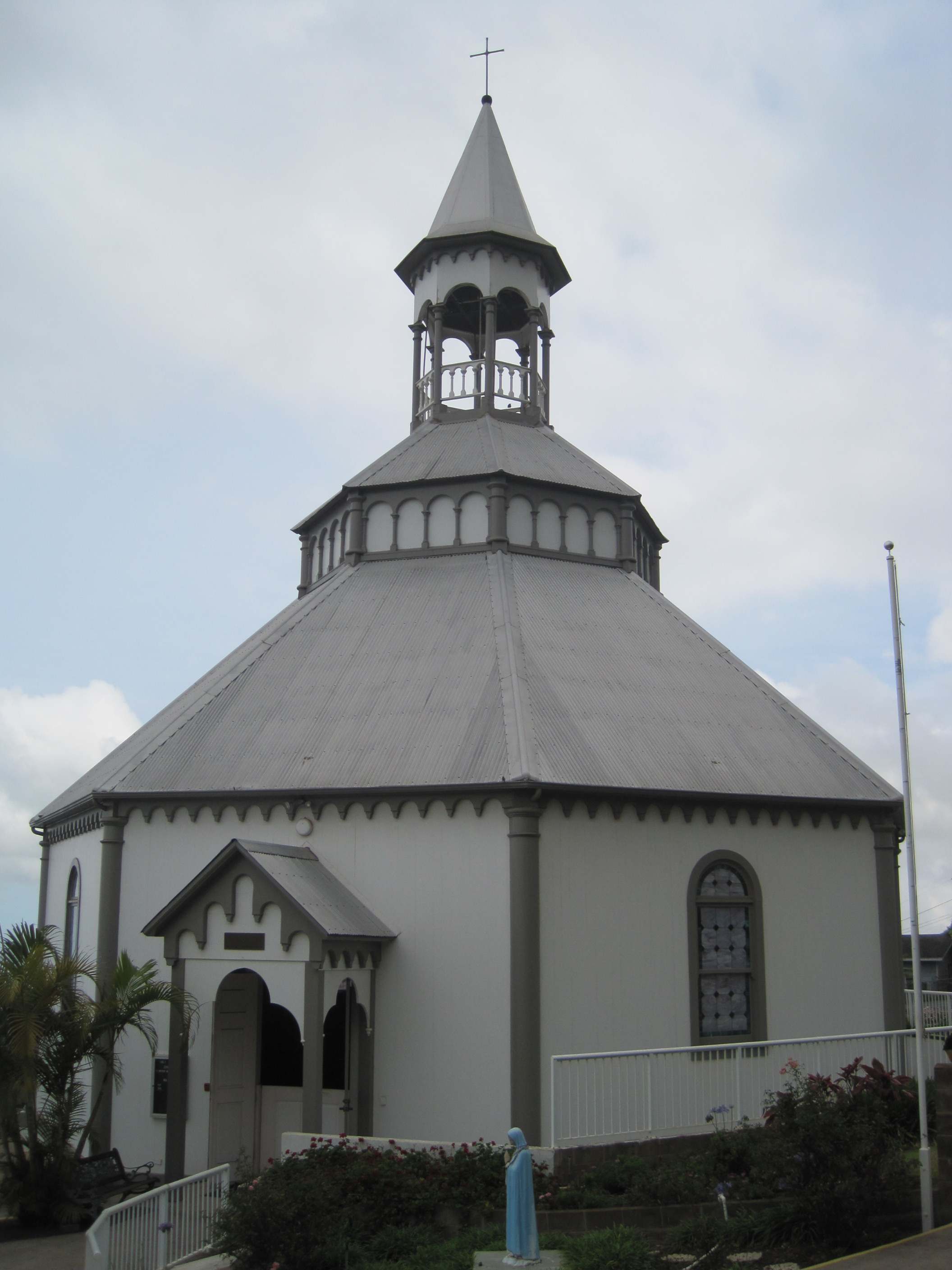
L'entrée principale
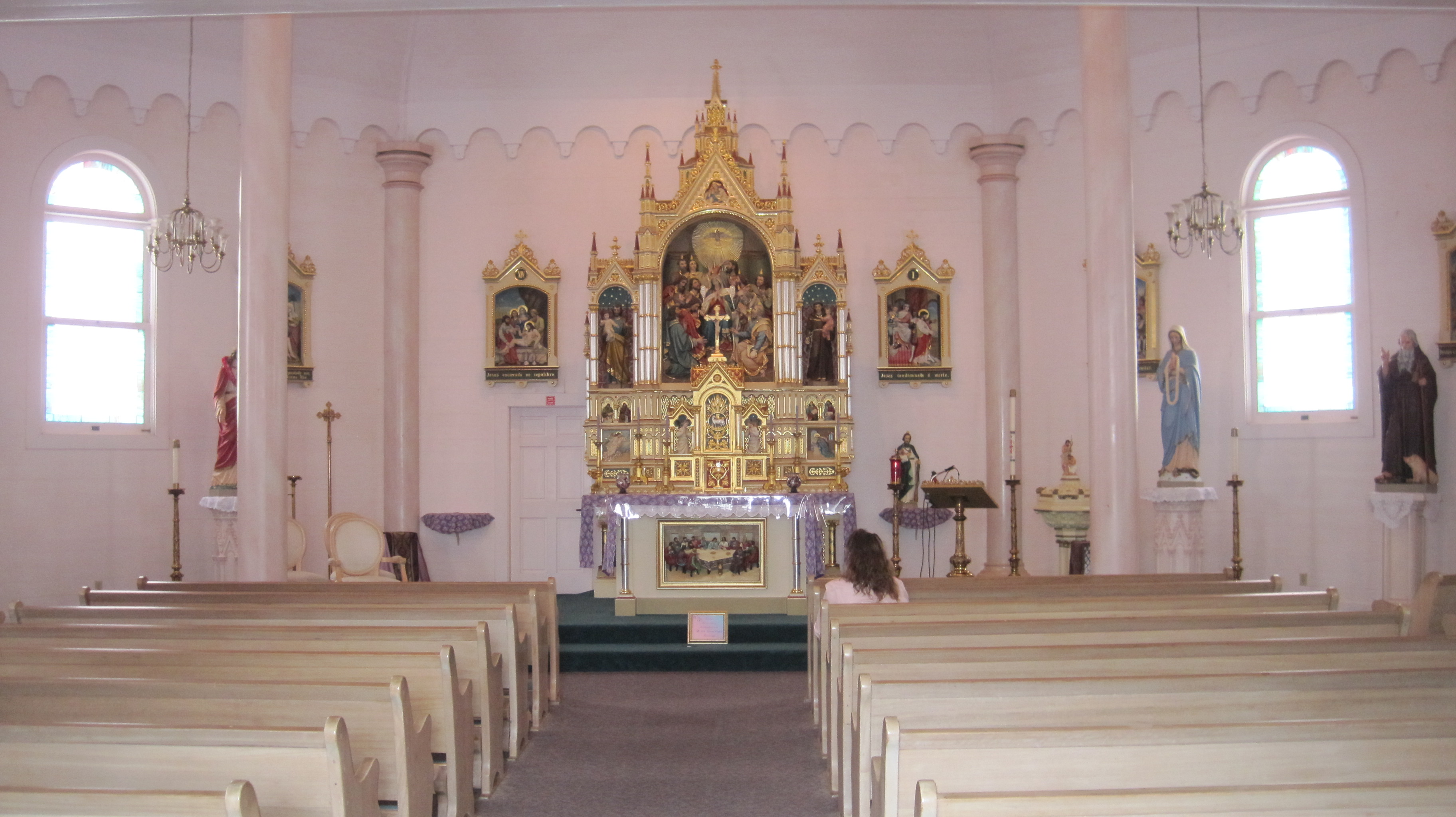
L'autel
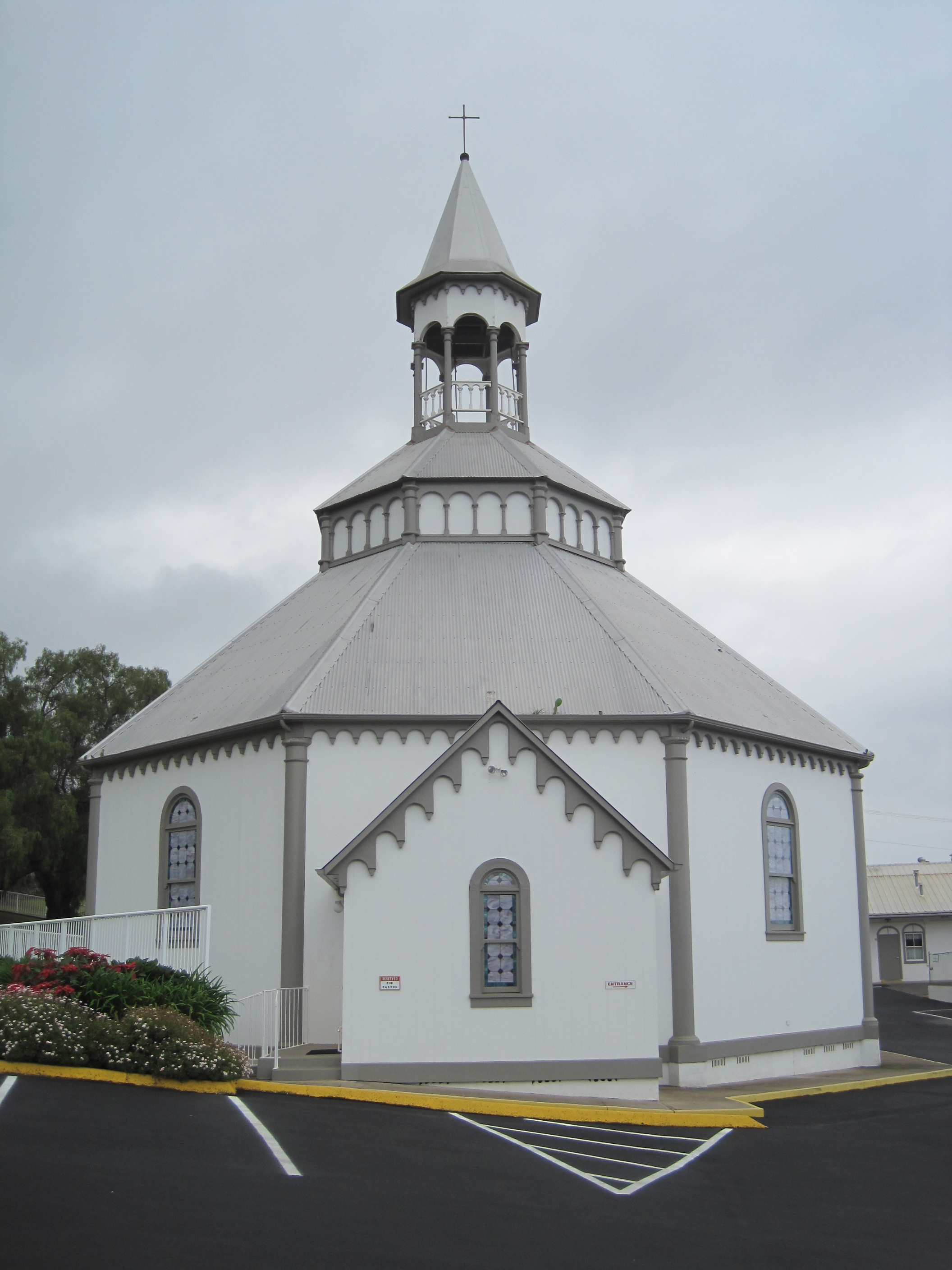
La façade arrière de l'église